# المهدي فاريا
المهدي فاريا (1933 - 2013)، هو مدرب كرة قدم برازيلي 
درّب العديد من الفرق أبرزها السد القطري والجيش الملكي، ليزاوج بعدها بين تدريب الجيش الملكي والمنتخب المغربي في آن واحد، حقق عدة إنجازات أبرزها الوصول مع المنتخب المغربي لنهائيات كأس العالم 1986 حينما قاده ليصبح أول منتخب عربي وإفريقي يتأهل إلى الدور الثاني، وصنع التاريخ مع نادي الجيش الملكي بعدما فاز معه بلقب دوري أبطال أفريقيا سنة 1985 للمرة الأولى في تاريخه كأول ناد مغربي يحقق هذا الإنجاز، ومن خلال تدريبه وإقامته بالمغرب اعتنق الإسلام، ومنها اكتسب الجنسية المغربية .

## إنجازاته
- المنتخب المغربي
  - كأس العالم لكرة القدم 1986 : الدور الثاني
- الجيش الملكي
  - كأس أفريقيا للأندية البطلة (1): 1985
  - الدوري المغربي (2): 1984، 1987
  - كأس العرش (3): 1984، 1985، 1986
- السد القطري
  - دوري نجوم قطر (2): 1980 , 1980
  - كأس أمير قطر: 1982
  - كأس الشيخ جاسم (3): 1979, 1980, 1982
- أولمبيك خريبكة
  - البطولة العربية للأندية الفائزة بالكؤوس: 1996

## روابط خارجية
- المهدي فاريا على موقع قاعدة بيانات كرة القدم.إي يو (الإنجليزية)
- المهدي فاريا على موقع عالم كرة القدم.نت (الإنجليزية)
- المهدي فاريا على موقع أوليمبيديا (الإنجليزية)

- Biography
- Ficha en footballdatabase
- Ficha en ceroacero
- Ficha en transfermarkt
- Ficha en worldfootball
- Ficha en soccerdatabase